# Stowarzyszenie Techników Polskich
Stowarzyszenie Techników Polskich (STP) – organizacja zrzeszająca osoby wykonujące zawody techniczne, jak również przedstawicieli gospodarki i nauk ścisłych, istniejąca w latach 1898–1939. Powstało w 1898 roku, na przestrzeni kolejnych dekad ulegało kilkukrotnym przekształceniom i zmianom nazwy. Stowarzyszenie wydawało m.in. miesięcznik „Przegląd Telekomunikacyjny”.

## Historia
Stowarzyszenie założyła grupa techników skupionych uprzednio w Sekcji Technicznej oddziału warszawskiego Towarzystwa Popierania Rosyjskiego Przemysłu i Handlu. Jako że prawodawstwo rosyjskie po powstaniu styczniowym nie zezwalało na zakładanie polskich towarzystw i stowarzyszeń, początkowo miało formę „klubu technicznego”. Spotkania klubu odbywały się w dawnym pałacu Dyzmańskich (w miejscu dzisiejszego hotelu Bristol). W 1898 inż. Stanisław Majewski, właściciel fabryki ołówków „Majewski St. i S-ka”, rzucił pomysł sformalizowania spotkań klubu. Już we wrześniu tego samego roku, być może za wstawiennictwem Gustawa Kamieńskiego, zatwierdzono statut stowarzyszenia. Początkowo, dla zmylenia władz carskich, działania o charakterze naukowym, samokształceniowym czy popularyzatorskim przemieszane były z działalnością czysto rozrywkową.
W 1939 roku połączyli się z SEP.
W 1939 na uchodźstwie w Paryżu powstało Stowarzyszenie Inżynierów i Techników Polskich na Obczyźnie, które we wrześniu 1940 przekształciło się w Stowarzyszenie Techników Polskich w Wielkiej Brytanii, funkcjonujące do współczesności.
W czasie II wojny światowej ogromna większość materiałów zgromadzonych przez STP uległa zniszczeniu, powojenni historycy mają dostęp jedynie do raportów rocznych stowarzyszenia, z których większość się zachowała.

## Upamiętnienie
W 1993 Józef Piłatowicz wydał dwutomową monografię stowarzyszenia  .